# Fraxinet
Fraxinet (latin Fraxinetum) est un comptoir sarrasin du Xe siècle dans le golfe de Saint-Tropez, dans l'actuel département du Var. Le territoire de la cité, aux limites mal définies (peut-être la commune actuelle de La Garde-Freinet), est conquis vers 890 par des marins venus d'Al-Andalus. Il est repris en 973 par le comte de Provence Guillaume Ier (surnommé ensuite « le Libérateur ») et Arduin de Turin à la suite de la bataille de Tourtour.

## Étymologie
Fraxinet représente la fixation du roman primitif fraxinet (ancien occitan provençal fraissinet) « plantation de frênes, endroit où il y a des frênes » identique aux différents Fraissinet et Frayssinet  du sud de la France. Il a pu donner, par contraction linguistique, le toponyme Freinet, attesté sous la forme Fraxeneto vers 993. Il remonte au bas latin fraxinetu(m) « plantation de frênes, endroit où il y a des frênes », tout comme le nom commun français frênaie, anciennement fresnei.

## Histoire

### Conquête vers 890
Selon l'historiographie légendaire musulmane, c'est dans les environs de l'année 889 qu'un navire transportant vingt aventuriers andalous jette l'ancre dans le golfe de Saint-Tropez. Confiant dans la solidité de leur établissement, ils attirent des renforts depuis l'Espagne.

### Occupation auXesiècle

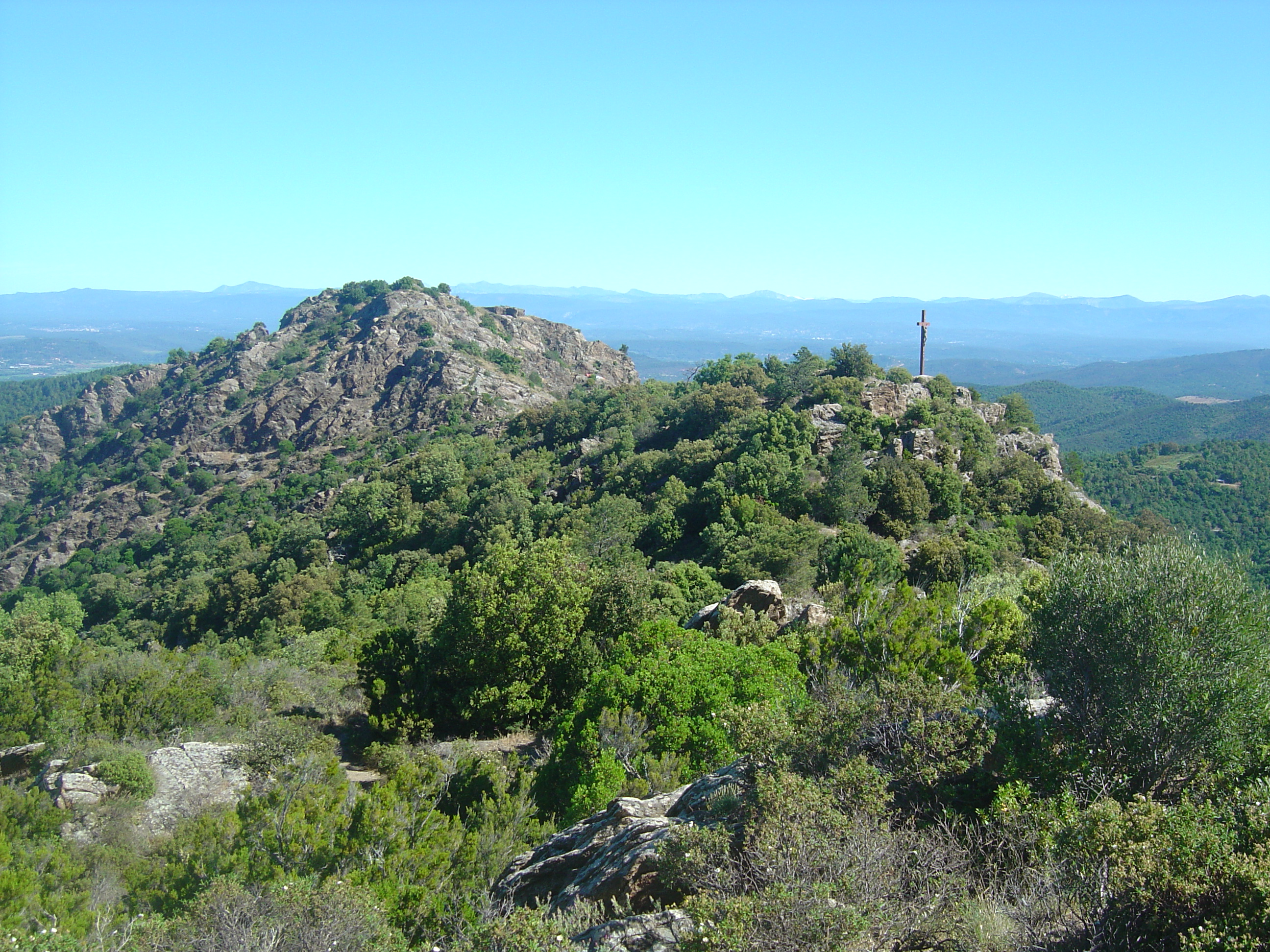
Croix et fort du Freinet dans le massif des Maures.

Par la suite, ce qui n'est qu'un établissement pirate devient, grâce à l’arrivée de nouveaux colons, un véritable comptoir, car la mise en valeur des terres y est facile. Celui-ci couvrait une distance de 60 km environ, soit l’ensemble du massif des Maures. Rapidement, le lieu est reconnu comme un établissement dépendant du califat de Cordoue .
Depuis le Fraxinet, les Sarrasins mènent des raids dans toute la région et jusqu'au Piémont en Italie. À la différence d'autres postes plus sporadiques, celui-ci dure près d'un siècle et le Fraxinet ne constitue probablement pas un simple « nid de brigands » (Marc Bloch), mais bien un emplacement stratégique pour les musulmans qui semblent vouloir « entraver les relations entre les cités marchandes italiennes et le reste de la chrétienté méridionale ». Les corsaires andalous prennent la maîtrise de l'espace méditerranéen, mélangeant l'esprit de profit, de conquête, de jihad et de commerce. De la même manière, un siècle plus tard, le taïfa de Denia occupe les Îles Baléares et la Sardaigne.
Sur le modèle de la relative ouverture du califat de Cordoue envers les religions du Livre, il n'est pas « du tout exclu que le Fraxinet ait été le théâtre d'une symbiose communautaire, ce qui tendrait à expliquer sa longévité ».

### Réaction chrétienne
Il faut attendre 942 pour qu'une première offensive sérieuse contre l'établissement sarrasin soit entreprise. L'établissement allait être envahi lorsque Hugues d'Arles, roi d'Italie, mit un terme à l'offensive. Craignant de voir Bérenger d'Ivrée s'emparer de son royaume, il conclut un traité avec les Sarrasins : ceux-ci devaient s'établir dans les Alpes pour empêcher toute invasion ennemie. L'historiographie ancienne y voyait les origines d'une implantation, aujourd'hui contestée, d'une partie de la communauté sarrasine dans la vallée de l'Arc, la Maurienne,.
La piraterie andalouse est active en Méditerranée occidentale. Dans les années 950, des négociations ont lieu entre Cordoue et le roi de Germanie Otton Ier, futur empereur du Saint-Empire romain germanique, qui était en train d'étendre son autorité à l'Italie et s'inquiétait de la menace que les musulmans du Freinet faisait peser, par leurs raids dans les Alpes, sur le trafic entre les deux royaumes : fin 953 ou printemps 954, l'abbé Jean du monastère lorrain de Gorze est envoyé en ambassadeur auprès du calife de Cordoue Abd al-Rahman III. Après un pénible voyage de dix semaines, Jean est logé à Cordoue dans une munya de la banlieue. Mais la missive qu'il apportait ayant été jugée insultante pour l'islam, il ne fut pas admis à la présenter au souverain : la loi aurait en effet obligé à punir de mort ces insultes. Quant à Jean, il refusait de n'apporter que les cadeaux à l'audience. De longues négociations s'engagèrent alors, incluant le voyage d'un fonctionnaire mozarabe du palais cordouan jusqu'à la cour de Francfort. Ayant reçu de cette seconde ambassade une nouvelle lettre de son souverain au ton plus modéré, Jean put enfin, après trois ans de réclusion, venir se présenter devant le calife. Le califat de Cordoue fait alors figure de puissance prépondérante dans l'occident méditerranéen.

### Annexion à la Provence

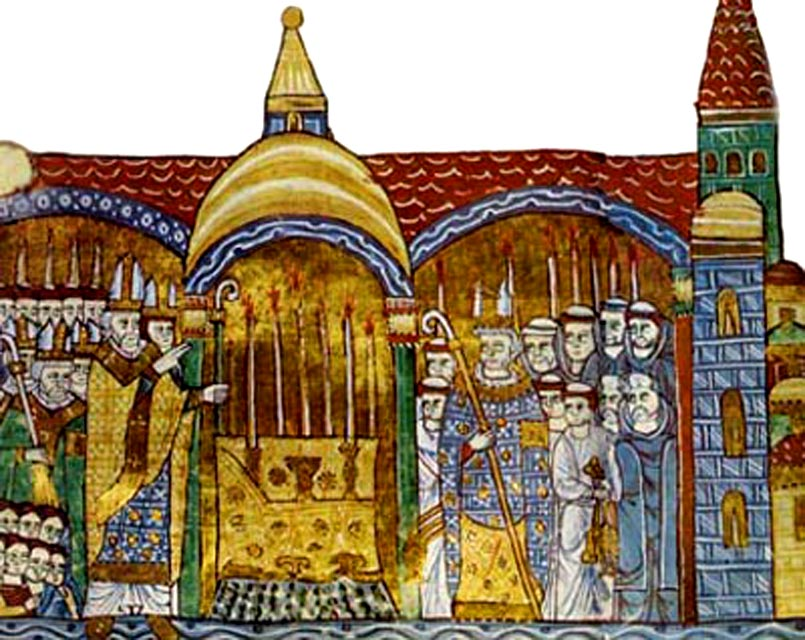
Dom Mayeul, quatrième abbé de Cluny, à droite, miniature du XIIIe siècle, devient l’icône de la reconquête de la Provence.

En 972, dans cet équilibre précaire des rapports de force, les Sarrasins commettent une erreur. Né à Valensole, Maïeul, abbé de Cluny, légat du pape et ami intime de l’impératrice Adélaïde, est vénéré par les Provençaux. Les Sarrasins pensent qu'en l'enlevant, ils peuvent en obtenir une importante rançon. Ils réussissent à le capturer au pont du Châtelard, près d'Orsières, en juillet 972, alors qu'il rentre d'une mission à Rome et vient de passer le col du Mont-Joux (ancien nom du col du Grand-Saint-Bernard), dans les Alpes. Refusant de laisser l'abbé de Cluny aux mains des Sarrasins, les moines de Provence réussissent à réunir la rançon demandée. La somme versée, les Sarrasins libèrent leur otage.
Les moines se chargent alors de soulever chez les Provençaux une véritable furie guerrière contre les Sarrasins. Ils donnent à l'enlèvement de Maïeul de Cluny la plus grande publicité possible, réussissant à fédérer l'ensemble de la population autour des comtes de Provence Guillaume et Roubaud, pour mener une offensive destinée à chasser définitivement les Sarrasins. Le comte Guillaume, appelé par la suite le Libérateur, répond à l'appel de ses sujets et lève l'ost. Le comte Arduin de Turin, son vassal Alineo di Sarmatorio, ainsi que de nombreux guerriers de Provence, mais aussi du Bas-Dauphiné et de Nice rejoignirent son armée.
Cinq premières batailles ont lieu dans les Alpes provençales, à Embrun, Gap, Riez, Ampus et Cabasse. Battus dans tous ces affrontements par les Provençaux, les forces des Sarrasins se regroupent à Tourtour. Guillaume ne tarde pas à les rejoindre et y engage la sixième et la plus importante bataille. Écrasés par les Provençaux, les Sarrasins regroupent leurs dernières forces, remontent dans leur forteresse du Freinet et s'y retranchent solidement. Après avoir donné un peu de repos à ses troupes, Guillaume fait donner l'assaut au Fraxinet. Les guerriers provençaux des seigneurs de Levens, d'Aspremont, de Gilette, de Beuil et de la ville de Sospel sont désignés pour l'attaque. Après avoir atteint le sommet de la Garde-Freinet, les Provençaux attaquent les retranchements du Fraxinet, en chassent les Sarrasins, et enfin s'emparent entièrement de la forteresse. Les Sarrasins trouvent un dernier refuge dans une forêt voisine, mais, vivement poursuivis, ils sont soit tués, soit faits prisonniers.

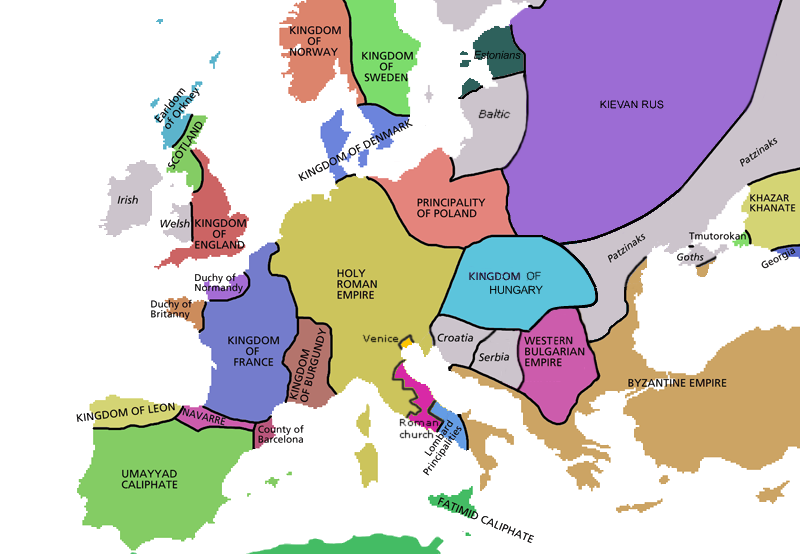
Carte de l'Europe à la fin du Xe siècle

Grâce à cette offensive décisive de 973 et des batailles qui suivent, les Sarrasins sont définitivement expulsés de leurs bases fortifiées en Provence. Il ne semble pas que le calife de Cordoue ait tenté quoi que ce soit pour sauvegarder ce poste avancé sur les côtes provençales, car entretenir une paix relative avec le monde chrétien lui octroyait toute liberté d'action au Maghreb.

## Traces patrimoniales

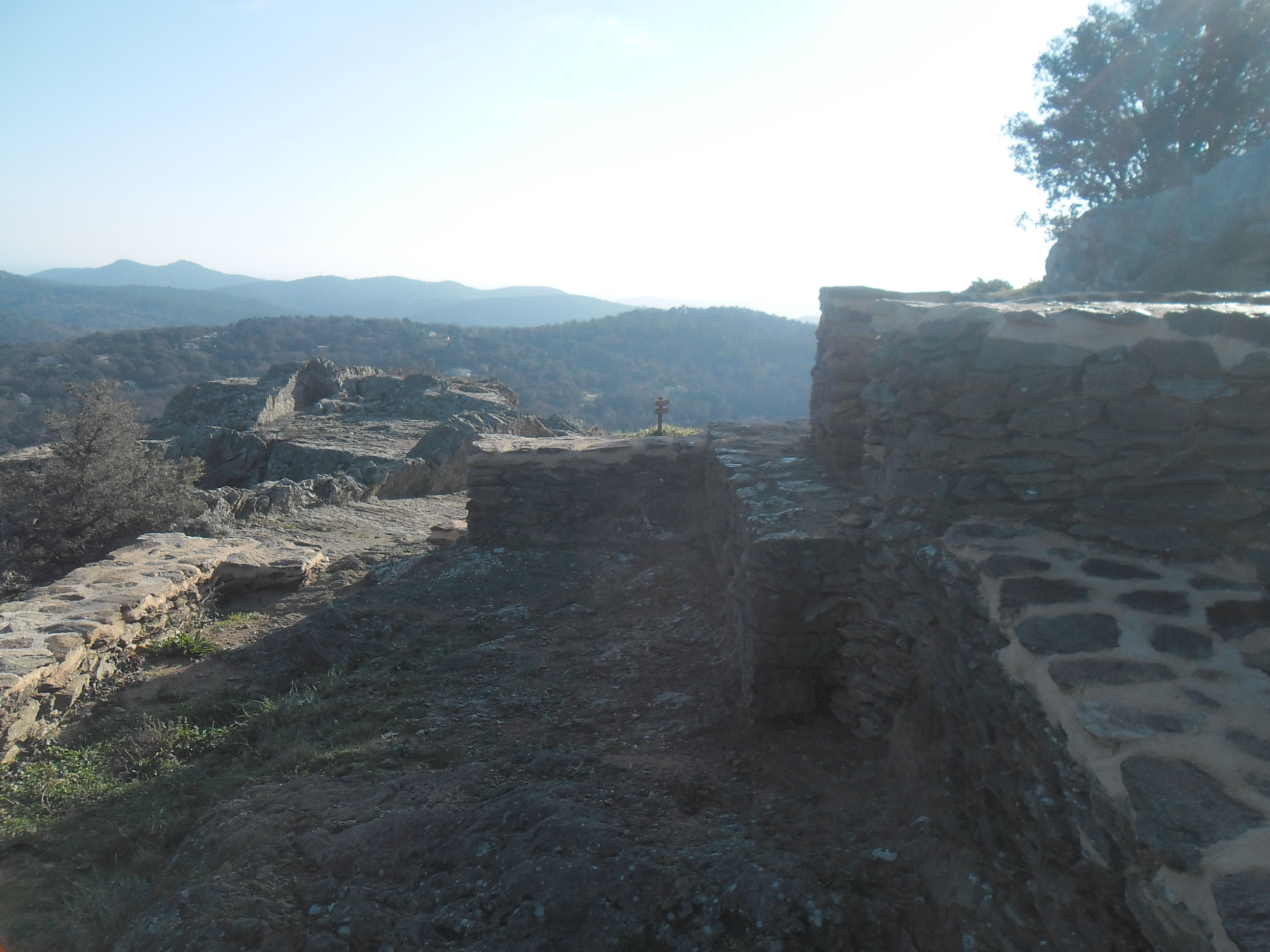
Les ruines du village de Freinet, à La Garde-Freinet, Var.

### Patrimoine matériel
Les traces archéologiques de ce siècle d'occupation sarrasine en Provence sont rares, menues monnaies et céramiques tirées des épaves de navires sarrasins, occupation profane d'un espace sacré documenté à la tour de Lérins, et les sources littéraires, notamment des clunisiens.
On a longtemps pensé que le fort de la Garde-Freinet pouvait être construit sur une forteresse musulmane, verrouillant la vallée d'accès au comptoir maritime au niveau de Saint-Tropez. Au cœur du massif des Maures, il domine sur un éperon rocheux à près de 450 m d'altitude les voies d'accès au col de la Garde, seul passage entre la plaine de Vidauban et la région maritime du golfe de Grimaud. Cependant, lorsque les historiens J. Lacam (entre 1965 et 1966) puis Philippe Sénac (de 1979 à 1989) entreprennent des fouilles, leur espoir est déçu : en lieu et place du qasr musulman, ils mettent au jour un village fortifié dont l'occupation semble s'échelonner du XIIe au XVIe siècle, soit après la reconquête par les comtes de Provence.

### Patrimoine linguistique
Ernest Nègre écrit à propos des toponymes : « [Les Arabes] ont aussi tenu des repaires sur la côte provençale comme la Garde-Freinet, il est donc possible de leur attribuer la dénomination de quelques noms de lieux. Mais la plupart des hypothèses faites dans ce sens manquent de sérieux. ».